# Cis puncticollis
Cis puncticollis là một loài bọ cánh cứng trong họ Ciidae. Loài này được Wollaston miêu tả khoa học năm 1860.